# Psaliodes olivescens
Psaliodes olivescens är en fjärilsart som beskrevs av Paul Dognin 1911. Psaliodes olivescens ingår i släktet Psaliodes och familjen mätare. Inga underarter finns listade i Catalogue of Life.